# 维特拉克-圣樊尚
维特拉克-圣樊尚（法語：Vitrac-Saint-Vincent，法語發音：[vitʁak sɛ̃ vɛ̃sɑ̃]）是法国夏朗德省的一个市镇，属于孔福朗区。该市镇于1801-1806年间由原市镇维特拉克（Vitrac）和圣樊尚（Saint-Vincent）合并而成。

## 地理
维特拉克-圣樊尚（45°47'45"N, 0°29'37"E）面积22.07 平方千米，位于法国新阿基坦大区夏朗德省，该省份为法国西部内陆省份，北起德塞夫勒省和维埃纳省，东临上维埃纳省，东南至多尔多涅省，南至多爾多涅省，西接滨海夏朗德省。
与维特拉克-圣樊尚接壤的市镇（或旧市镇、城区）包括：博尼约尔河畔沙斯讷伊、谢尔沃-沙特拉尔、蒙唐伯夫、圣阿德瑞托里、叙欧。

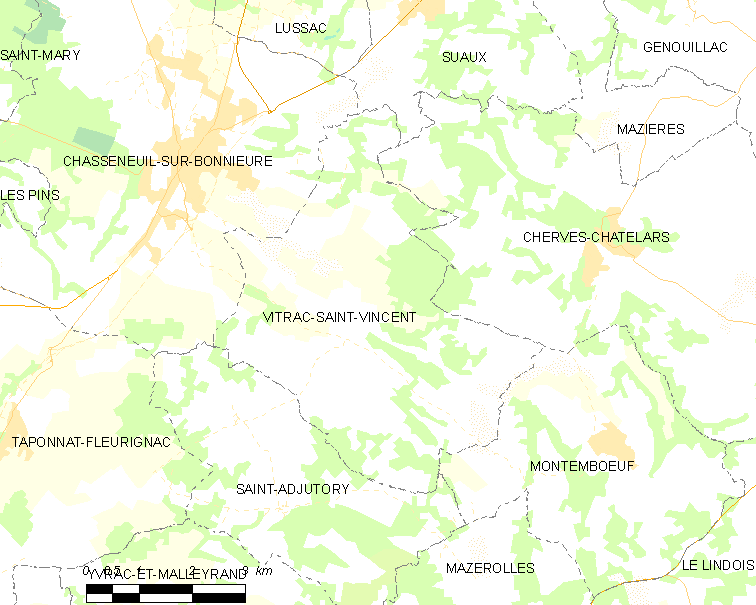
维特拉克-圣樊尚的OSM定位图

维特拉克-圣樊尚的时区为UTC+01:00、UTC+02:00（夏令时）。

## 行政
维特拉克-圣樊尚的邮政编码为16310，INSEE市镇编码为16416。

## 政治
维特拉克-圣樊尚所属的省级选区为夏朗德-博尼约尔县。

## 人口

1962-2008年间维特拉克-圣樊尚人口变化图示

维特拉克-圣樊尚于2022年1月1日时的人口数量为494人。